# 布萊絲
布萊絲，或碧麗絲，普遍暱稱為小布娃娃（台灣暱稱為「小布」或「大眼娃娃」，香港暱稱為「B女」），是一款玩具娃娃。布萊絲最大的特色在她擁有可以眨動的雙眼，而且可以透過拉動頭上的一條線來更換她眼珠的顏色。

## 历史
由美國玩具公司Kenner於1972年所創造，布萊絲娃娃只在美國發行了一年（其生產地為香港，因為造型嚇哭小孩的緣故）就授權給日本玩具商Takara。它曾經被PARCO百貨公司使用於一個電視廣告比賽上，然後在2001年重新銷售，馬上就變成了熱門商品。在日本的成功讓布萊絲重新回到美國市場，主要是銷售給成人。
布萊絲娃娃有四種，一種是28.5厘米的原尺寸娃娃Neo Blythe，第二種是20厘米的Middle Blythe，第三種是11厘米的Petit Blythe；至於孩之寶部有類似Petit Blythe的Littlest Pet Shop Blythe(區別是不會蓋上眼睛)。只有Neo Blythe擁有可以換顏色的眼睛。而最新出品的Middle Blythe則擁有可以移除的眼瞼。與芭比娃娃不一樣，布萊絲並沒有男朋友(如果不計卡通版的Josh Sharp)。
Kenner早已被孩之寶收購，加上孩之寶時常與Takara Tomy有合作伙伴關係，所以它也擁有布萊絲的版權。到了2010年，孩之寶開始了布萊絲娃娃與至Q寵物屋的混合產品，名為Blythe Loves Littlest Pet Shop，成功回歸兒童市場。兩年後動畫Littlest Pet Shop (暫釋B女寵物屋)在The HUB 播放，布萊絲成為主角，全名改為Blythe Baxter，由 Ashleigh Ball 配音，她以配彩虹小馬的雲寶及蘋果嘉兒而知名。

## 外部連結
- Blythe in Chinese(小布網) （页面存档备份，存于）
- Blythe in English （页面存档备份，存于）
- Blythe in Japanese （页面存档备份，存于）
- 「小布的歷史及簡介」和「與小布有關的公司的整理」 （页面存档备份，存于）
- 2006 香港小布展覽 - 尋找 B 女的故事 @ KCP （页面存档备份，存于）
- 2008 香港小布展覽 - Blythe 6 周年世界巡迴展 @ 朗豪坊 （页面存档备份，存于）
- 2009 香港小布展覽 - Blythe Fashion Obsession 8 週年慈善展覽 @ 海港城 （页面存档备份，存于）